# 와카사정 (돗토리현)
와카사정(일본어: 若桜町)은 일본 돗토리현 최동단에 있는 야즈군의 정이다. 관광업이 주산업이다.

## 역사
- 1954년 3월 1일 - 이케다촌을 합병하였다.

## 교통

### 철도
- 와카사 철도 와카사선

### 도로
- 국도 29호선
- 국도 482호선(일본어판)